# Chance Liga 2024/2025
Chance liga 2024/2025 byla 32. ročníkem nejvyšší fotbalové soutěže v České republice, zároveň se jedná o první ligový ročník, jehož hlavním sponzorem je sázková společnost Chance. V lize se objevil jeden nováček, a sice FK Dukla Praha, který vystřídal sestoupivší Zlín.

## Týmy

### Stadiony a umístění
| Klub                       | Město              | Stadiony                              | Kapacita |
| -------------------------- | ------------------ | ------------------------------------- | -------- |
| Bohemians Praha 1905       | Praha              | Ďolíček                               | 6 300    |
| SK Dynamo České Budějovice | České Budějovice   | Fotbalový stadion Střelecký ostrov    | 6 681    |
| FK Dukla Praha             | Praha              | Stadion Juliska                       | 8 150    |
| FC Hradec Králové          | Hradec Králové     | Malšovická aréna                      | 9 300    |
| FK Jablonec                | Jablonec nad Nisou | Stadion Střelnice                     | 5 690    |
| FC Slovan Liberec          | Liberec            | Stadion U Nisy                        | 9 900    |
| FK Mladá Boleslav          | Mladá Boleslav     | Městský stadion Mladá Boleslav        | 5 000    |
| FC Viktoria Plzeň          | Plzeň              | Doosan Arena                          | 11 579   |
| SK Sigma Olomouc           | Olomouc            | Andrův stadion                        | 12 474   |
| FC Baník Ostrava           | Ostrava            | Městský stadion v Ostravě-Vítkovicích | 15 081   |
| FK Pardubice               | Pardubice          | CFIG Aréna                            | 4 620    |
| SK Slavia Praha            | Praha              | Fortuna Arena                         | 19 370   |
| 1. FC Slovácko             | Uherské Hradiště   | MFS Miroslava Valenty                 | 8 000    |
| AC Sparta Praha            | Praha              | epet ARENA                            | 18 349   |
| FK Teplice                 | Teplice            | Stadion Na Stínadlech                 | 17 078   |
| MFK Karviná                | Karviná            | Městský stadion Karviná               | 4 833    |

## Trenéři a dresy
| Klub                       | Trenér                  | Kapitán           | Výrobce dresu | Sponzor dresu (hrudník) |
| -------------------------- | ----------------------- | ----------------- | ------------- | ----------------------- |
| Bohemians Praha 1905       | Jaroslav Veselý         | Josef Jindřišek   | Puma          | BALshop                 |
| SK Dynamo České Budějovice | Jiří Lerch              | Zdeněk Ondrášek   | Adidas        | Tipsport                |
| FK Dukla Praha             | Petr Rada               | Jan Peterka       | Adidas        | Carbounion              |
| FC Hradec Králové          | David Horejš            | Petr Kodeš        | JAKO          | město Hradec Králové    |
| FK Jablonec                | Luboš Kozel             | Nemanja Tekijaški | Capelli       | Mol                     |
| FC Slovan Liberec          | Radoslav Kováč          | Jan Mikula        | Nike          | Tipsport                |
| FK Mladá Boleslav          | Josef Jinoch (dočasný)  | Marek Matějovský  | Puma          | Škoda                   |
| FC Viktoria Plzeň          | Miroslav Koubek         | Lukáš Kalvach     | Macron        | Doosan                  |
| SK Sigma Olomouc           | Tomáš Janotka           | Radim Breite      | Adidas        | Tipsport                |
| FC Baník Ostrava           | Pavel Hapal             | Ewerton           | Macron        | Fortuna                 |
| FK Pardubice               | David Střihavka         | Kamil Vacek       | Joma          | ČPP                     |
| SK Slavia Praha            | Jindřich Trpišovský     | Jan Bořil         | Puma          | eToro                   |
| 1. FC Slovácko             | Tomáš Palinek (dočasný) | Stanislav Hofmann | Puma          | Z-group                 |
| AC Sparta Praha            | Luboš Loučka(dočasný)   | Filip Panák       | Adidas        | Betano                  |
| FK Teplice                 | Zdenko Frťala           | Lukáš Mareček     | Macron        | AGC                     |
| MFK Karviná                | Martin Hyský            | Jaroslav Svozil   | Joma          | OKD                     |

## Změny trenérů

### Před sezónou
| Tým               | Končící trenér | Důvod           | Datum           |        | Kolo         | Pozice       | Nový trenér    | Datum           |        |
| ----------------- | -------------- | --------------- | --------------- | ------ | ------------ | ------------ | -------------- | --------------- | ------ |
| FC Slovan Liberec | Luboš Kozel    | Vyhozen         | 26. května 2024 | [ 2 ]  | Před sezonou | Před sezonou | Radoslav Kováč | 26. května 2024 | [ 3 ]  |
| FK Pardubice      | Radoslav Kováč | Vzájemná dohoda | 25. května 2024 | [ 3 ]  | Před sezonou | Před sezonou | Jiří Saňák     | 27. května 2024 | [ 4 ]  |
| SK Sigma Olomouc  | Jiří Saňák     | Vzájemná dohoda | 12. května 2024 | [ 5 ]  | Před sezonou | Před sezonou | Tomáš Janotka  | 29. května 2024 | [ 6 ]  |
| AC Sparta Praha   | Brian Priske   | Vzájemná dohoda | 12. června 2024 | [ 7 ]  | Před sezonou | Před sezonou | Lars Friis     | 12. června 2024 | [ 8 ]  |
| 1. FC Slovácko    | Martin Svědík  | Vzájemná dohoda | 12. června 2024 | [ 9 ]  | Před sezonou | Před sezonou | Roman West     | 12. června 2024 | [ 10 ] |
| FK Jablonec       | Radoslav Látal | Vyhozen         | 7. června 2024  | [ 11 ] | Před sezonou | Před sezonou | Luboš Kozel    | 17. června 2024 | [ 12 ] |
| MFK Karviná       | Marek Bielan   | Vzájemná dohoda | 19. června 2024 | [ 13 ] | Před sezonou | Před sezonou | Martin Hyský   | 19. června 2024 | [ 13 ] |

### V průběhu sezóny
| Tým                        | Končící trenér        | Důvod                 | Datum              |        | Kolo | Pozice | Nový trenér             | Datum              |        |
| -------------------------- | --------------------- | --------------------- | ------------------ | ------ | ---- | ------ | ----------------------- | ------------------ | ------ |
| SK Dynamo České Budějovice | Jiří Lerch            | Neuspokojivé výsledky | 28. července 2024  | [ 14 ] | 2.   | 16.    | František Straka        | 28. července 2024  | [ 14 ] |
| FK Mladá Boleslav          | David Holoubek        | Vyhozen               | 24. srpna 2024     | [ 15 ] | 5.   | 10.    | Andreas Brännström      | 24. srpna 2024     | [ 15 ] |
| FK Pardubice               | Jiří Saňák            | Neuspokojivé výsledky | 26. října 2024     | [ 16 ] | 13.  | 15.    | David Střihavka         | 29. října 2024     | [ 17 ] |
| 1. FC Slovácko             | Roman West            | Neuspokojivé výsledky | 27. října 2024     | [ 18 ] | 13.  | 8.     | Jan Palinek (dočasný)   | 27. října 2024     | [ 18 ] |
| 1. FC Slovácko             | Jan Palinek (dočasný) | Nahrazen              | 13. listopadu 2025 | [ 19 ] | 14.  | 9.     | Ondřej Smetana          | 14. listopadu 2024 | [ 19 ] |
| SK Dynamo České Budějovice | František Straka      | Vyhozen               | 10. ledna 2025     | [ 20 ] | 19.  | 16.    | Jiří Lerch              | 12. ledna 2025     | [ 21 ] |
| 1. FC Slovácko             | Ondřej Smetana        | Neuspokojivé výsledky | 31. března 2025    | [ 22 ] | 27.  | 13.    | Tomáš Palinek (dočasný) | 31. března 2025    | [ 23 ] |
| FK Mladá Boleslav          | Andreas Brännström    | Osobní důvody         | 8. dubna 2025      | [ 24 ] | 28.  | 10.    | Josef Jinoch (dočasný)  | 8. dubna 2025      | [ 25 ] |
| AC Sparta Praha            | Lars Friis            | Neuspokojivé výsledky | 15. května 2025    | [ 26 ] | 33.  | 4.     | Luboš Loučka (dočasný)  | 15. května 2025    | [ 26 ] |

## Základní část

### Tabulka
Konečná tabulka po základní části.
| Poř. | Tým                        | Z  | V  | R  | P  | VG | OG | B  |
| ---- | -------------------------- | -- | -- | -- | -- | -- | -- | -- |
| 1.   | SK Slavia Praha            | 30 | 25 | 3  | 2  | 61 | 11 | 78 |
| 2.   | FC Viktoria Plzeň          | 30 | 20 | 5  | 5  | 59 | 28 | 65 |
| 3.   | FC Baník Ostrava           | 30 | 20 | 4  | 6  | 52 | 26 | 64 |
| 4.   | AC Sparta Praha (C)        | 30 | 19 | 5  | 6  | 56 | 33 | 62 |
| 5.   | FK Jablonec                | 30 | 15 | 6  | 9  | 47 | 25 | 51 |
| 6.   | SK Sigma Olomouc           | 30 | 12 | 7  | 11 | 46 | 41 | 43 |
| 7.   | FC Slovan Liberec          | 30 | 11 | 9  | 10 | 45 | 31 | 42 |
| 8.   | MFK Karviná                | 30 | 11 | 8  | 11 | 40 | 52 | 41 |
| 9.   | FC Hradec Králové          | 30 | 11 | 7  | 12 | 33 | 31 | 40 |
| 10.  | Bohemians Praha 1905       | 30 | 8  | 10 | 12 | 32 | 42 | 34 |
| 11.  | FK Mladá Boleslav          | 30 | 9  | 7  | 14 | 40 | 40 | 34 |
| 12.  | FK Teplice                 | 30 | 9  | 7  | 14 | 32 | 42 | 34 |
| 13.  | 1. FC Slovácko             | 30 | 7  | 9  | 14 | 25 | 51 | 30 |
| 14.  | FK Dukla Praha (N)         | 30 | 5  | 9  | 16 | 23 | 47 | 24 |
| 15.  | FK Pardubice               | 30 | 4  | 7  | 19 | 22 | 49 | 19 |
| 16.  | SK Dynamo České Budějovice | 30 | 0  | 5  | 25 | 14 | 78 | 5  |

Poznámky:
- Z = Odehrané zápasy; V = Vítězství; R = Remízy; P = Prohry; VG = Vstřelené góly; OG = Obdržené góly; B = Body
- (N) = nováček (předchozí sezónu hrál nižší soutěž a postoupil), (C) = obhájce titulu

|  | Postup do nadstavbové skupiny o titul     |
|  | Postup do nadstavbové play off o umístění |
|  | Sestup do nadstavbové skupiny o sestup    |

### Pořadí po jednotlivých kolech
Při shodném počtu bodů a skóre mohou být kluby umístěny na stejném místě v průběhu soutěže (zejména zpočátku), v závěru platí v případě rovnosti bodů a skóre dodatečná kritéria, která rozhodují o konečném pořadí.
| Klub / kolo      | 1         | 2  | 3  | 4  | 5  | 6  | 7  | 8  | 9  | 10 | 11 | 12 | 13 | 14 | 15 | 16 | 17 | 18 | 19 | 20 | 21 | 22 | 23 | 24 | 25 | 26 | 27 | 28 | 29 | 30 |    |
| ---------------- | --------- | -- | -- | -- | -- | -- | -- | -- | -- | -- | -- | -- | -- | -- | -- | -- | -- | -- | -- | -- | -- | -- | -- | -- | -- | -- | -- | -- | -- | -- | -- |
| Klub / kolo      | Bohemians | 5  | 8  | 8  | 12 | 9  | 10 | 11 | 12 | 12 | 11 | 11 | 8  | 11 | 12 | 8  | 9  | 11 | 12 | 12 | 9  | 9  | 9  | 8  | 9  | 10 | 10 | 11 | 11 | 11 | 10 |
| České Budějovice | 15        | 16 | 16 | 16 | 16 | 16 | 16 | 16 | 16 | 16 | 16 | 16 | 16 | 16 | 16 | 16 | 16 | 16 | 16 | 16 | 16 | 16 | 16 | 16 | 16 | 16 | 16 | 16 | 16 | 16 |    |
| Dukla            | 13        | 11 | 13 | 14 | 14 | 13 | 13 | 13 | 14 | 13 | 13 | 13 | 13 | 15 | 15 | 15 | 15 | 15 | 15 | 15 | 15 | 15 | 15 | 14 | 14 | 14 | 14 | 14 | 14 | 14 |    |
| Hradec Králové   | 7         | 10 | 5  | 8  | 5  | 7  | 9  | 6  | 9  | 8  | 9  | 7  | 9  | 6  | 11 | 12 | 9  | 10 | 8  | 8  | 8  | 8  | 9  | 8  | 8  | 8  | 7  | 6  | 7  | 9  |    |
| Jablonec         | 3         | 7  | 7  | 4  | 8  | 4  | 4  | 7  | 6  | 5  | 6  | 6  | 5  | 5  | 5  | 5  | 5  | 5  | 5  | 5  | 5  | 5  | 5  | 5  | 5  | 5  | 5  | 5  | 5  | 5  |    |
| Karviná          | 13        | 11 | 12 | 15 | 15 | 14 | 12 | 8  | 11 | 12 | 8  | 9  | 7  | 8  | 6  | 8  | 10 | 11 | 11 | 12 | 12 | 12 | 12 | 11 | 11 | 11 | 9  | 9  | 9  | 8  |    |
| Liberec          | 1         | 4  | 6  | 10 | 7  | 9  | 10 | 11 | 8  | 10 | 12 | 11 | 12 | 11 | 7  | 11 | 12 | 8  | 10 | 11 | 11 | 10 | 10 | 10 | 9  | 9  | 8  | 7  | 6  | 7  |    |
| Mladá Boleslav   | 15        | 6  | 9  | 6  | 10 | 11 | 8  | 9  | 10 | 9  | 10 | 12 | 10 | 10 | 10 | 6  | 6  | 6  | 6  | 7  | 6  | 7  | 7  | 7  | 7  | 7  | 10 | 10 | 10 | 11 |    |
| Olomouc          | 3         | 5  | 3  | 5  | 4  | 5  | 5  | 5  | 5  | 6  | 5  | 5  | 6  | 7  | 12 | 7  | 8  | 9  | 7  | 6  | 7  | 6  | 6  | 6  | 6  | 6  | 6  | 8  | 8  | 6  |    |
| Ostrava          | 10        | 8  | 11 | 7  | 11 | 6  | 6  | 4  | 4  | 4  | 4  | 4  | 4  | 3  | 3  | 3  | 4  | 4  | 4  | 4  | 4  | 4  | 4  | 4  | 4  | 3  | 2  | 3  | 3  | 3  |    |
| Pardubice        | 10        | 14 | 9  | 12 | 12 | 12 | 14 | 14 | 13 | 15 | 15 | 15 | 15 | 14 | 14 | 14 | 14 | 14 | 14 | 14 | 14 | 14 | 14 | 15 | 15 | 15 | 15 | 15 | 15 | 15 |    |
| Plzeň            | 1         | 2  | 4  | 2  | 2  | 2  | 3  | 3  | 3  | 3  | 3  | 2  | 2  | 2  | 2  | 2  | 2  | 2  | 2  | 2  | 2  | 2  | 2  | 2  | 3  | 4  | 3  | 2  | 2  | 2  |    |
| Slavia           | 8         | 3  | 2  | 3  | 3  | 3  | 2  | 1  | 1  | 1  | 1  | 1  | 1  | 1  | 1  | 1  | 1  | 1  | 1  | 1  | 1  | 1  | 1  | 1  | 1  | 1  | 1  | 1  | 1  | 1  |    |
| Slovácko         | 8         | 13 | 14 | 9  | 6  | 8  | 7  | 10 | 7  | 7  | 7  | 10 | 8  | 9  | 9  | 10 | 7  | 7  | 9  | 10 | 10 | 11 | 11 | 12 | 12 | 13 | 13 | 13 | 13 | 13 |    |
| Sparta           | 5         | 1  | 1  | 1  | 1  | 1  | 1  | 2  | 2  | 2  | 2  | 3  | 3  | 4  | 4  | 4  | 3  | 3  | 3  | 3  | 3  | 3  | 3  | 3  | 2  | 2  | 4  | 4  | 4  | 4  |    |
| Teplice          | 12        | 15 | 15 | 13 | 13 | 15 | 15 | 15 | 15 | 14 | 14 | 14 | 14 | 13 | 13 | 13 | 13 | 13 | 13 | 13 | 13 | 13 | 13 | 13 | 13 | 12 | 12 | 12 | 12 | 12 |    |

### Křížová tabulka
| Domácí \ Hosté | BOH | CBU | DUK | HKR | JAB | KAR | LIB | MLB | OLO | OST | PCE | PLZ | SLA | SLO | SPA | TEP |
| Bohemians      |     | 1–0 | 3–1 | 0–3 | 1–2 | 3–3 | 0–0 | 2–2 | 0–1 | 2–1 | 0–0 | 1–2 | 0–4 | 3–3 | 1–2 | 1–1 |
| Č. Budějovice  | 0–0 |     | 0–0 | 0–2 | 2–3 | 2–3 | 0–0 | 0–4 | 0–2 | 0–4 | 1–3 | 0–3 | 0–4 | 0–2 | 0–2 | 1–1 |
| Dukla          | 1–0 | 3–0 |     | 1–2 | 0–2 | 0–0 | 1–4 | 0–1 | 1–3 | 1–2 | 2–1 | 1–3 | 0–0 | 1–2 | 1–1 | 1–1 |
| Hradec Kr.     | 2–2 | 1–0 | 1–0 |     | 1–1 | 1–1 | 0–2 | 2–1 | 1–1 | 0–1 | 3–0 | 0–1 | 1–1 | 3–0 | 0–2 | 1–0 |
| Jablonec       | 0–1 | 5–0 | 2–1 | 2–0 |     | 5–0 | 0–0 | 2–0 | 0–0 | 3–1 | 1–0 | 0–0 | 1–2 | 4–2 | 1–2 | 3–0 |
| Karviná        | 1–2 | 4–1 | 0–0 | 0–0 | 1–0 |     | 1–3 | 3–1 | 2–1 | 0–0 | 1–0 | 1–2 | 0–4 | 2–0 | 2–3 | 1–1 |
| Liberec        | 2–2 | 2–0 | 1–1 | 0–0 | 0–5 | 2–3 |     | 3–1 | 1–1 | 0–1 | 3–0 | 1–1 | 0–1 | 4–0 | 1–0 | 3–0 |
| Ml. Boleslav   | 1–2 | 4–0 | 0–1 | 3–0 | 0–1 | 1–1 | 1–0 |     | 1–3 | 0–0 | 2–2 | 0–2 | 0–2 | 3–0 | 2–2 | 2–1 |
| Olomouc        | 1–3 | 3–0 | 2–1 | 1–2 | 0–0 | 1–2 | 1–4 | 3–2 |     | 2–2 | 4–0 | 2–1 | 1–2 | 2–1 | 1–2 | 2–1 |
| Ostrava        | 1–0 | 2–1 | 6–0 | 1–0 | 1–0 | 2–1 | 2–0 | 2–1 | 1–0 |     | 5–2 | 1–3 | 0–1 | 3–1 | 1–1 | 2–0 |
| Pardubice      | 2–0 | 0–0 | 0–1 | 2–1 | 2–0 | 0–1 | 1–1 | 0–3 | 2–2 | 2–3 |     | 0–0 | 0–2 | 0–1 | 1–2 | 0–1 |
| Plzeň          | 2–0 | 7–2 | 4–2 | 1–0 | 3–2 | 5–0 | 3–2 | 1–1 | 2–1 | 0–1 | 2–0 |     | 1–3 | 2–0 | 1–0 | 1–1 |
| Slavia         | 2–0 | 4–0 | 3–0 | 2–1 | 3–0 | 5–1 | 1–0 | 1–0 | 2–0 | 1–0 | 2–0 | 3–0 |     | 2–0 | 2–1 | 2–1 |
| Slovácko       | 0–0 | 2–1 | 0–0 | 1–5 | 0–0 | 2–1 | 0–4 | 1–1 | 2–2 | 1–0 | 1–1 | 0–1 | 0–0 |     | 0–2 | 0–2 |
| Sparta         | 1–0 | 2–1 | 2–0 | 3–0 | 2–1 | 4–1 | 2–1 | 2–0 | 2–3 | 1–3 | 2–1 | 2–4 | 2–0 | 2–2 |     | 1–1 |
| Teplice        | 1–2 | 5–2 | 1–1 | 1–0 | 0–1 | 1–3 | 2–1 | 1–2 | 1–0 | 2–3 | 2–0 | 0–2 | 1–0 | 1–0 | 1–4 |     |

Aktualizováno po zápasech hraných 19. dubna 2025
Zdroj: 

Vysvětlivky
1. ↑  Domácí tým je uveden v levém sloupci

Barvy: Modrá = výhra domácích; Žlutá = remíza; Červená = výhra hostů

## Nadstavba

### Systém
Kluby se na základě umístění po třiceti kolech rozdělily do tří skupin. Do nich přenáší získané body ze základní části.
Pravidla pro určení pořadí ve skupinách o titul a o záchranu (konečného pořadí) v případě shodného počtu bodů více družstev po odehrání základní i nadstavbové části:
1. Vyšší počet bodů získaný v základní části
2. Vyšší počet bodů získaný ve vzájemných utkáních v základní části
3. Brankový rozdíl ze vzájemných utkání v základní části
4. Vyšší počet vstřelených branek ve vzájemných utkáních v základní části
5. Vyšší brankový rozdíl ze všech utkání v celé soutěži (včetně nadstavbové části)
6. Vyšší počet vstřelených branek v celé soutěži (včetně nadstavbové části)
7. Vyšší umístění v soutěži Fair – play
8. Los

### Skupina o titul
Kluby umístěné v tabulce základní části na 1.–3. místě hrají tři utkání na domácím stadionu, kluby umístěné v tabulce základní části na 4.–6. místě hrají dvě utkání na domácím stadionu. 
Skupina o titul – konečný stav
| Poř. | Tým                  | Z  | V  | R | P  | VG | OG | B  |
| ---- | -------------------- | -- | -- | - | -- | -- | -- | -- |
| 1.   | SK Slavia Praha      | 35 | 29 | 3 | 3  | 77 | 18 | 90 |
| 2.   | FC Viktoria Plzeň    | 35 | 23 | 5 | 7  | 71 | 36 | 74 |
| 3.   | FC Baník Ostrava     | 35 | 22 | 5 | 8  | 58 | 34 | 71 |
| 4.   | AC Sparta Praha (C)  | 35 | 19 | 6 | 10 | 61 | 44 | 63 |
| 5.   | FK Jablonec          | 35 | 19 | 6 | 10 | 60 | 33 | 63 |
| 6.   | SK Sigma Olomouc (P) | 35 | 12 | 9 | 14 | 48 | 53 | 45 |

Poznámky:
- Z = Odehrané zápasy; V = Vítězství; R = Remízy; P = Prohry; VG = Vstřelené góly; OG = Obdržené góly; B = Body
- (C) = obhájce titulu, (P) = vítěz poháru

|  | Postup do skupinové fáze Ligy mistrů UEFA 2025/2026                  |
|  | Postup do 2. předkola Ligy mistrů UEFA 2025/2026                     |
|  | Postup do 2. předkola Evropské ligy UEFA 2025/2026                   |
|  | Postup do 2. předkola Evropské konferenční ligy UEFA 2025/2026       |
|  | Postup do 4. předkola Evropské ligy UEFA 2025/2026 jako vítěz poháru |

Pořadí po jednotlivých kolech
| Klub / kolo | 31     | 32 | 33 | 34 | 35 |   |
| ----------- | ------ | -- | -- | -- | -- | - |
| Klub / kolo | Slavia | 1  | 1  | 1  | 1  | 1 |
| Plzeň       | 2      | 2  | 2  | 2  | 2  |   |
| Ostrava     | 3      | 3  | 3  | 3  | 3  |   |
| Sparta      | 4      | 4  | 4  | 5  | 4  |   |
| Jablonec    | 5      | 5  | 5  | 4  | 5  |   |
| Olomouc     | 6      | 6  | 6  | 6  | 6  |   |

Křížová tabulka nadstavbové části skupiny o titul
| Domácí \ Hosté | SLA | PLZ | OST | SPA | JAB | OLO |
| Slavia         |     | 4–3 | 3–0 | 2–1 |     |     |
| Plzeň          |     |     | 1–2 | 2–0 | 4–1 |     |
| Ostrava        |     |     |     | 3–2 | 1–2 | 0–0 |
| Sparta         |     |     |     |     | 1–3 | 1–1 |
| Jablonec       | 3–2 |     |     |     |     | 4–0 |
| Olomouc        | 0–5 | 1–2 |     |     |     |     |

Aktualizováno po zápasech hraných 24. května 2025
Zdroj: 

Vysvětlivky
1. ↑  Domácí tým je uveden v levém sloupci

Barvy: Modrá = výhra domácích; Žlutá = remíza; Červená = výhra hostů

### Skupina o umístění
Hraje se vyřazovacím způsobem na dvě utkání – podle umístění  v základní části. Klub na 7. místě proti klubu na 10. místě a klub na 8. místě proti klubu na 9. místě. 
|  | semifinále | semifinále     | semifinále     | semifinále | semifinále |   |           | finále    | finále | finále | finále | finále |
|  |            |                |                |            |            |   |           |           |        |        |        |        |
|  | 7.         | Liberec        | 1              | 1          | 2          |   |           |           |        |        |        |        |
|  | 10.        | Bohemians      | 4              | 0          | 4          |   |           |           |        |        |        |        |
|  |            |                |                |            |            |   | Bohemians | Bohemians | 1      | 0      | 1      |        |
|  |            | Hradec Králové | Hradec Králové | 0          | 2          | 2 |           |           |        |        |        |        |
|  | 8.         | Karviná        | 0              | 0          | 0          |   |           |           |        |        |        |        |
|  | 9.         | Hradec Králové | 1              | 4          | 5          |   |           |           |        |        |        |        |

### Skupina o záchranu
Hraje se systémem každý s každým jednokolově. Kluby umístěné v tabulce základní části na 11.–13. místě hrají tři utkání na domácím stadionu, kluby umístěné v tabulce základní části na 14.–16. místě hrají dvě utkání na domácím stadionu. Klubům zůstává celkový počet dosažených bodů v základní části.
Tabulka  – skupina o záchranu
| Poř. | Tým                            | Z  | V  | R  | P  | VG | OG | B  |
| ---- | ------------------------------ | -- | -- | -- | -- | -- | -- | -- |
| 11.  | FK Teplice                     | 35 | 12 | 8  | 15 | 41 | 45 | 44 |
| 12.  | FK Mladá Boleslav              | 35 | 11 | 8  | 16 | 48 | 48 | 41 |
| 13.  | 1. FC Slovácko                 | 35 | 9  | 11 | 15 | 31 | 56 | 38 |
| 14.  | FK Dukla Praha (N) (M)         | 35 | 8  | 10 | 17 | 34 | 55 | 34 |
| 15.  | FK Pardubice (M)               | 35 | 6  | 7  | 22 | 25 | 56 | 25 |
| 16.  | SK Dynamo České Budějovice (M) | 35 | 0  | 6  | 29 | 16 | 86 | 6  |

Poznámky:
- Z = Odehrané zápasy; V = Vítězství; R = Remízy; P = Prohry; VG = Vstřelené góly; OG = Obdržené góly; B = Body
- (N) = Nováček (M) = Jisté konečné umístění,

|  | Přesun do baráže o udržení            |
|  | Sestup do Chance Národní ligy 2025/26 |

Pořadí po jednotlivých kolech
| Klub / kolo      | 31             | 32 | 33 | 34 | 35 |    |
| ---------------- | -------------- | -- | -- | -- | -- | -- |
| Klub / kolo      | Mladá Boleslav | 11 | 11 | 11 | 12 | 12 |
| Teplice          | 12             | 12 | 12 | 11 | 11 |    |
| Slovácko         | 13             | 13 | 13 | 13 | 13 |    |
| Dukla            | 14             | 14 | 14 | 14 | 14 |    |
| Pardubice        | 15             | 15 | 15 | 15 | 15 |    |
| České Budějovice | 16             | 16 | 16 | 16 | 16 |    |

Křížová tabulka nadstavbové části – skupina o záchranu
| Domácí \ Hosté | MLB | SLO | TEP | DUK | PCE | CBU |
| Ml. Boleslav   |     | 2–2 | 1–0 | 2–3 |     |     |
| Slovácko       |     |     |     | 3–2 | 1–0 | 0–0 |
| Teplice        |     | 1–0 |     | 2–2 | 3–0 |     |
| Dukla          |     |     |     |     | 2–0 | 2–1 |
| Pardubice      | 2–1 |     |     |     |     | 1–0 |
| Č. Budějovice  | 1–2 |     | 0–3 |     |     |     |

Aktualizováno po zápasech hraných 25. května 2025
Zdroj: 

Vysvětlivky
1. ↑  Domácí tým je uveden v levém sloupci

Barvy: Modrá = výhra domácích; Žlutá = remíza; Červená = výhra hostů

### Baráž o Chance ligu 2025/26
V baráži se utká 14. a 15. tým Chance ligy proti 3. a 2. týmu Chance Národní ligy
| Domácí v 1. zápase | Celkem | Hosté v 1. zápase   | 1. zápas | 2. zápas                                                                    |
| ------------------ | ------ | ------------------- | -------- | --------------------------------------------------------------------------- |
| (3) MFK Vyškov     | 1:2    | FK Dukla Praha (14) | 0:0      | 1:1 (pp.) \| \| \| Penaltový rozstřel \| \| \| Dukla \| 4:2 \| Vyškov \| \| |
| (15) FK Pardubice  | 2:1    | MFK Chrudim (2)     | 2:0      | 0:1                                                                         |
|                    |        | Penaltový rozstřel  |          |                                                                             |
| Dukla              | 4:2    | Vyškov              |          |                                                                             |

## Statistiky
Statistiky jsou aktuální k 25. 05. 2025.

### Góly
| Poř. | Hráč           | Tým                                | Gól |
| ---- | -------------- | ---------------------------------- | --- |
| 1.   | Jan Kliment    | SK Sigma Olomouc                   | 18  |
| 2.   | Pavel Šulc     | FC Viktoria Plzeň                  | 15  |
| 3.   | Tomáš Chorý    | SK Slavia Praha                    | 14  |
| 4.   | Ewerton        | FC Baník Ostrava                   | 13  |
| 4.   | Filip Vecheta  | MFK Karviná                        | 13  |
| 4.   | Vasil Kušej    | FK Mladá Boleslav, SK Slavia Praha | 13  |
| 7.   | Lukáš Haraslín | AC Sparta Praha                    | 11  |
| 8.   | 3 hráči        | 3 hráči                            | 10  |

#### Hattricky
| Hráč             | Klub              | Soupeř                     | Výsledek | Datum              |
| ---------------- | ----------------- | -------------------------- | -------- | ------------------ |
| Daniel Mareček   | FK Mladá Boleslav | 1. FC Slovácko             | 3:0 (D)  | 28. července 2024  |
| Mojmír Chytil    | SK Slavia Praha   | MFK Karviná                | 5:1 (D)  | 10. listopadu 2024 |
| Denis Višinský   | FC Slovan Liberec | SK Sigma Olomouc           | 1:4 (H)  | 24. listopadu 2024 |
| Marek Matějovský | FK Mladá Boleslav | SK Dynamo České Budějovice | 0:4 (H)  | 8. prosince 2024   |
| Jan Kopic        | FC Viktoria Plzeň | SK Dynamo České Budějovice | 7:2 (D)  | 15. prosince 2024  |
| Lukáš Haraslín   | AC Sparta Praha   | MFK Karviná                | 2:3 (H)  | 16. února 2025     |
| Filip Vecheta    | MFK Karviná       | SK Dynamo České Budějovice | 2:3 (H)  | 16. března 2025    |
| Vasil Kušej      | SK Slavia Praha   | SK Sigma Olomouc           | 0:5 (H)  | 27. dubna 2025     |

Poznámky
(D) – Domácí tým
(H) – Hostující tým

### Asistence
| Poř. | Hráč                | Tým                                | A  |
| ---- | ------------------- | ---------------------------------- | -- |
| 1.   | Lukáš Provod        | SK Slavia Praha                    | 12 |
| 2.   | Filip Zorvan        | SK Sigma Olomouc                   | 10 |
| 3.   | Giannis-Fivos Botos | MFK Karviná                        | 9  |
| 3.   | Vasil Kušej         | FK Mladá Boleslav, SK Slavia Praha | 9  |
| 3.   | Lukáš Kalvach       | FC Viktoria Plzeň                  | 9  |
| 3.   | Pavel Šulc          | FC Viktoria Plzeň                  | 9  |
| 6.   | Daniel Horák        | FC Hradec Králové                  | 8  |
| 7.   | Tomáš Ladra         | FK Mladá Boleslav                  | 7  |
| 8.   | 6 hráčů             | 6 hráčů                            | 6  |

### Čistá konta
| Poř. | Hráč           | Tým                           | Čisté konto |
| ---- | -------------- | ----------------------------- | ----------- |
| 1.   | Jan Hanuš      | FK Jablonec                   | 16          |
| 2.   | Matouš Trmal   | FK Mladá Boleslav, FK Teplice | 13          |
| 3.   | Antonín Kinský | SK Slavia Praha               | 12          |
| 3.   | Adam Zadražil  | FC Hradec Králové             | 12          |
| 5.   | Matúš Hruška   | FK Dukla Praha                | 10          |
| 6.   | 2 brankáři     | 2 brankáři                    | 9           |

### Žluté karty
| Poř. | Hráč              | Tým                            |    |
| ---- | ----------------- | ------------------------------ | -- |
| 1.   | Jan Vondra        | Bohemians Praha 1905           | 10 |
| 1.   | Dominik Hollý     | FK Jablonec                    | 10 |
| 3.   | Kamil Vacek       | FK Pardubice                   | 9  |
| 3.   | Michal Trávník    | 1. FC Slovácko                 | 9  |
| 3.   | Dávid Krčík       | MFK Karviná                    | 9  |
| 6.   | Marek Suchý       | FK Mladá Boleslav              | 8  |
| 6.   | Matěj Chaluš      | FC Baník Ostrava               | 8  |
| 6.   | Václav Jemelka    | FC Viktoria Plzeň              | 8  |
| 6.   | David Douděra     | SK Slavia Praha                | 8  |
| 6.   | Tomáš Zlatohlávek | FK Pardubice, FC Baník Ostrava | 8  |
| 6.   | Gigli Ndefe       | 1. FC Slovácko                 | 8  |
| 6.   | Robert Jukl       | FK Teplice                     | 8  |
| 6.   | Ivan Varfolomejev | FC Slovan Liberec              | 8  |
| 6.   | Victor Olatunji   | AC Sparta Praha                | 8  |

### Červené karty
| Poř. | Hráč              | Tým                        | Vyloučení |
| ---- | ----------------- | -------------------------- | --------- |
| 1.   | Stanislav Hofmann | 1. FC Slovácko             | 2         |
| 1.   | Jaroslav Svozil   | MFK Karviná                | 2         |
| 1.   | Ubong Ekpai       | SK Dynamo České Budějovice | 2         |
| 1.   | Tomáš Petrášek    | FC Hradec Králové          | 2         |
| 5.   | 54 hráčů          | 54 hráčů                   | 1         |

## Ocenění

### Hráč a trenér měsíce
| Měsíc    | Hráč                  | Tým               | Trenér              | Tým               |
| -------- | --------------------- | ----------------- | ------------------- | ----------------- |
| červenec | Filip Zorvan          | SK Sigma Olomouc  | Lars Friis          | AC Sparta Praha   |
| srpen    | Jan Kliment           | SK Sigma Olomouc  | Jindřich Trpišovský | SK Slavia Praha   |
| září     | El Hadji Malick Diouf | SK Slavia Praha   | Jindřich Trpišovský | SK Slavia Praha   |
| říjen    | Prince Kwabena Adu    | FC Viktoria Plzeň | Miroslav Koubek     | FC Viktoria Plzeň |
| listopad | Ewerton               | FC Baník Ostrava  | Pavel Hapal         | FC Baník Ostrava  |
| prosinec | Pavel Šulc            | FC Viktoria Plzeň | Zdenko Frťala       | FK Teplice        |
| únor     | Tomáš Chorý           | SK Slavia Praha   | Jindřich Trpišovský | SK Slavia Praha   |
| březen   | Filip Vecheta         | MFK Karviná       | Pavel Hapal         | FC Baník Ostrava  |
| duben    | Vasil Kušej           | SK Slavia Praha   | Jindřich Trpišovský | SK Slavia Praha   |
| květen   | Vasil Kušej           | SK Slavia Praha   | Luboš Kozel         | FK Jablonec       |

### AnketaLigové fotbalové asociace
V anketě LFA, hlasují trenéři, kapitáni prvoligových celků a vybrání zástupci médií.
| Hráč sezóny              | Pavel Šulc            |
| Trenér sezóny            | Jindřich Trpišovský   |
| Hráč sezony dle fanoušků | Jan Kliment           |
| Cizinec sezóny           | El Hadji Malick Diouf |
| Objev sezony             | El Hadji Malick Diouf |
| Osobnost sezóny          | Marek Matějovský      |